# Colletes bumeliae
Colletes bumeliae là một loài Hymenoptera trong họ Colletidae. Loài này được Neff mô tả khoa học năm 2004.